# Plebejus anamariae
Plebejus anamariae är en fjärilsart som beskrevs av Ramon Agenjo Cecilia 1969. Plebejus anamariae ingår i släktet Plebejus och familjen juvelvingar. Inga underarter finns listade i Catalogue of Life.